# Babylon 5/Staffel 3
Die dritte Staffel der US-amerikanischen Fernsehserie Babylon 5 umfasst 22 Episoden. Der Titel der Staffel lautet im Original „Point of No Return“ und in der deutschsprachigen Version „Kriegsrecht“.

## Handlung
| Nr. (ges.) | Nr. (St.) | Deutscher Titel              | Originaltitel                           | Erstausstrahlung USA | Deutschsprachige Erstausstrahlung (D) | Regie             | Drehbuch               | Produktions- nummer |
| --- | --------- | ---------------------------- | --------------------------------------- | -------------------- | ------------------------------------- | ----------------- | ---------------------- | ------------------- |
| 45 | 1         | Das Schattenschiff           | Matters of Honor                        | 6. Nov. 1995         | 22. Sep. 1996                         | Kevin G. Cremin   | J. Michael Straczynski | 301                 |
| Ein Ranger namens Marcus Cole flieht unter schwerem Beschuss von der Drazi-Kolonie Zagros 7 und nimmt Kurs auf Babylon 5. Dort trifft unterdessen David Endawi ein, ein Geheimdienst-Mitarbeiter der Erde. Er stellt Untersuchungen über die Herkunft des Fremden Schiffes an, das Waren Keffer kurz vor seinem Tod aufzeichnete (vgl. S2E22). Dazu befragt er verschiedene Botschafter. Londo kennt es lediglich aus einem Traum, in dem viele der Schiffe auf Centauri Prime über ihn hinweg fliegen. G'Kar zeigt Endawi Aufzeichnungen aus einem alten heiligen Buch über eine uralte mächtige Rasse. Delenn gibt zunächst vor, nicht zu wissen worum es sich handelt, doch sie offenbart Sheridan, dass es ein Schiff der Schatten ist. Cole ist inzwischen eingetroffen und berichtet Delenn, dass Zagros 7 von Centauri-Minen abgeriegelt wurde. Dort befindet sich ein Ausbildungslager der Rangers. Delenn und Cole führen Sheridan und Ivanova daraufhin zu einem neuen, insgeheim entwickelten Raumschiff, mit Technologie von Minbari und Vorlonen, dem „Weißen Stern“. Sheridan erhält das Kommando. Mit dem Schiff brechen sie nach Zagros 7 auf, treffen dort auf ein Schiff der Schatten und verwickeln es in einen Kampf, um den Rangers so die Flucht zu ermöglichen. Londo kündigt inzwischen seine Partnerschaft mit Morden auf, der sich daraufhin an Lord Refa wendet. Morden informiert Londo über die Bedingungen, die die Schatten stellen. Angeblich wollen sie die Galaxis mit den Centauri aufteilen und haben besonderes Interesse an der Kolonie Zagros 7, die sein neuer Partner Refa im Auftrag der Schatten verminen lassen sollte. Auf der Erde legt Endawi seinen Abschlussbericht vor und resümiert, dass niemand auf Babylon 5 brauchbare Informationen habe. Als er den Raum verlässt, erscheint Morden und ein Psi-Polizist. Letzter deutet an, dass die Bedrohung der Erde durch unbekannte Außerirdische hilfreich für ihre Ziele sein könnte. Sheridan gründet auf Babylon 5 in Vorbereitung auf das Kommende einen Kriegsrat. |           |                              |                                         |                      |                                       |                   |                        |                     |
| 46 | 2         | Bombenterror                 | Convictions                             | 13. Nov. 1995        | 29. Sep. 1996                         | Mike Vejar        | J. Michael Straczynski | 302                 |
| Eine Serie von schweren Bombenanschlägen erschüttert Babylon 5. Offensichtlich verfolgt der Attentäter das Ziel, Chaos und Schrecken und zu verbreiten. Bei einer der Explosionen wird Lennier schwer verletzt, als er Londo das Leben rettet. Bei einem weiteren Anschlag wird Londo zusammen mit G'Kar in einem Aufzug eingeschlossen. Den beiden droht die Luft auszugehen, doch G'Kar freut sich darauf, Londo sterben zu sehen. Ivanova hat eine Idee, wie sich der Attentäter aufspüren lässt: Kürzlich kamen einige Mönche, angeführt von Bruder Theo, auf die Station, um eine Mission zu gründen. Sie sollen die große Menge von Aufzeichnungen der Überwachungskameras an den Anschlagsorten auswerten. Die Mönche lassen sich nicht lange bitten und bemerken schon bald eine Person, die immer in der Nähe der Explosionen ist. Das Quartier des Attentäters wird umstellt. Er fordert, die Station verlassen zu dürfen. Er hat eine Bombe am Fusionsreaktor platziert, die ganz Babylon 5 zerstören könnte. Garibaldi lässt die Bombe unbemerkt entfernen – als der Auslöser schließlich betätigt wird, explodiert sie in sicherer Entfernung. Der Attentäter wird überwältigt und Londo und G'Kar werden rechtzeitig gefunden. |           |                              |                                         |                      |                                       |                   |                        |                     |
| 47 | 3         | 24 Stunden bis zum Ende      | A Day in the Strife                     | 20. Nov. 1995        | 6. Okt. 1996                          | David J. Eagle    | J. Michael Straczynski | 303                 |
| Eine Sonde unbekannten Ursprungs erreicht die Station. Sie übermittelt eine Reihe von zum Teil sehr anspruchsvollen Fragen aus verschiedenen Wissensgebieten und droht mit der Zerstörung der Station, sollten diese Fragen nicht innerhalb einer gewissen Zeitspanne beantwortet werden. Für die korrekten Antworten werden neue Technologien versprochen. Mit Hilfe von Spezialisten auf der Erde können die Fragen beantwortet werden, doch Sheridan bekommt Zweifel. Er vermutet, dass die Sonde die Aufgabe hat, fortschrittliche Völker aufzuspüren und auszuschalten. Sein Verdacht bestätigt sich: Die Sonde zieht beim Ausbleiben der Antworten ab und detoniert erst in großer Entfernung, als die Daten schließlich gesendet werden. Die Centauri ermächtigen den Narn Na'Far, auf der Station die Narn zu Vertreten und G'Kar zurück auf seine Heimatwelt zu schicken, wo ihm der Prozess gemacht werden soll. Na'Far wird von Ta'Lon begleitet, jener Narn, der einst zusammen mit Sheridan entführt wurde (vgl. S2E11). Sheridan lehnt dies ab und obwohl G'Kar aus Sorge um die Sicherheit seiner Leute zunächst aufbrechen will, überreden ihn Ta'Lon und andere Narn, auf der Station zu bleiben. Dr. Franklin entwickelt eine immer stärkere Abhängigkeit nach Aufputschmitteln. Auf Londos Wunsch wird sein Attaché Vir Cotto nach Minbar entsandt, um dort als Botschafter zu arbeiten. |           |                              |                                         |                      |                                       |                   |                        |                     |
| 48 | 4         | Die Schrift aus Blut         | Passing through Gethsemane              | 27. Nov. 1995        | 13. Okt. 1996                         | Adam Nimoy        | J. Michael Straczynski | 305                 |
| Bruder Edward, einer der Mönche, die seit kurzem auf Babylon 5 sind, findet an der Wand seines Quartiers den blutverschmierten Schriftzug „Der Tod wandelt unter euch“. Kurz darauf wird er von Visionen von schrecklichen Verbrechen geplagt. Es stellt sich heraus, dass Edward einst ein Massenmörder war, dessen Persönlichkeit zur Strafe telepathisch gelöscht wurde. Von nun an soll er der Allgemeinheit dienen. Angehörige seiner Opfer, angeführt von Malcom, sind seiner neuen Identität auf die Spur gekommen und haben mit Hilfe eines Telepathen dafür gesorgt, dass Edwards Erinnerungen zurückkommen. Sie nehmen schließlich Rache an Edward und töten ihn. Kurz darauf stellt Bruder Theo Sheridan ein neues Mitglied seines Ordens vor, das erst kürzlich auf die Station gekommen sei: Es ist Malcom, dessen Persönlichkeit wegen des Mordes an Edward gelöscht wurde. Lyta Alexander ist wieder auf Babylon 5 eingetroffen, nachdem sie sich zwischenzeitlich auf der Heimatwelt der Vorlonen aufhielt, was normalerweise keinem Vertreter anderer Völker gestattet ist. Außerdem pflegt sie eine besonders enge Beziehung zu Botschafter Kosh. |           |                              |                                         |                      |                                       |                   |                        |                     |
| 49 | 5         | Der Beweis                   | Voices of Authority                     | 29. Jan. 1996        | 20. Okt. 1996                         | Menachem Binetski | J. Michael Straczynski | 304                 |
| Um Verbündete im bevorstehenden Kampf gegen die Schatten zu gewinnen, kontaktiert Delenn Draal, der noch immer die große Maschine auf Epsilon III kontrolliert (vgl. S1E19). Ivanova besucht den Planeten und schließt sich selbst an die Maschine an. Dort hat sie zwei Visionen. Zum einen erfährt sie, dass beim Planeten Sigma 957 eine uralte Spezies anzutreffen ist (vgl. S1E06), die sich als potentieller Verbündeter erweisen könnte. Außerdem erscheint ihr eine ältere Übertragung, die beweist, dass Präsident Clark mitverantwortlich für das Attentat auf seinen Amtsvorgänger Santiago ist. Ivanova lässt die Übertragung aufzeichnen. Sheridan, der lange auf einen solchen Beweis wartete (vgl. S2E13), übermittelt diesen umgehend zur Erde. Sheridan bekommt währenddessen von der Erdregierung, die seine jüngsten Entscheidungen im Narn-Centauri-Krieg für fragwürdig hält, die politische Beraterin Julie Musante zugeteilt. Er macht deutlich, dass er davon nichts hält. Außerdem hat er Sorge, dass seine Verschwörung gegen Clark durch Musante aufgedeckt wird. Aufgrund des Aufruhrs, die der übermittelte Beweis auf der Erde verursacht, wird Musante jedoch wieder abgezogen. Ivanova und Cole begeben sich nach Sigma 957, um Kontakt zu der alten Spezies aufzunehmen. Sie haben Erfolg und die Außerirdischen versprechen da zu sein, wenn die Zeit gekommen ist. |           |                              |                                         |                      |                                       |                   |                        |                     |
| 50 | 6         | Der Selbstversuch            | Dust to Dust                            | 5. Feb. 1996         | 27. Okt. 1996                         | David J. Eagle    | J. Michael Straczynski | 306                 |
| Alfred Bester trifft erneut auf Babylon 5 ein. Um ihre geheimen Aktivitäten zu schützen, lässt sich der Führungsstab der Station durch Minbari-Telepathen abschirmen. Außerdem muss sich Bester ein Serum injizieren lassen, dass seine Fähigkeiten zum Gedankenlesen vorübergehend unterdrückt. Er informiert die Crew, dass ein Händler für eine Droge namens Dust nach Babylon 5 gekommen ist. Diese Droge ermöglicht es dem Konsumenten, kurzzeitig in die Gedanken eines anderen einzudringen. Das Psi-Corps will den Handel unterbinden. Da die Narn das einzige Volk sind, bei dem es keine Telepathen gibt, ist G'Kar entsprechend an der Droge interessiert und trifft den Verkäufer. Er besteht auf eine Probe und testet das Mittel an sich selbst. Im Rausch sucht er seinen Feind Londo auf, um dessen Gedanken zu lesen. Er dringt gewaltsam in sein Quartier ein und schlägt Londo nieder. In Londos Geist erkennt er, dass dieser für die Zerstörung der Narn-Basis in Quadrant 37 verantwortlich war (vgl. S1E22). Anschließend hat er eine Vision von seinem Vater, der zu ihm spricht: Er sagt zu G'Kar, dass die Narn am Rande der Zerstörung stünden und endlich von ihrem Hass ablassen sollen. Der Kreislauf des Todes mit den Centauri müsse ein Ende haben, sonst würden am Ende beide Seiten zugrunde gehen. Außerdem müssten die Narn bereit sein, große Opfer zu bringen, damit der kommende Krieg überstanden werden kann. G'Kar bemerkt nicht, dass es in Wahrheit Kosh ist, der zu ihm spricht. Bester und Garibaldi ist es inzwischen gelungen den Drogenhändler aufzuspüren, woraufhin Bester wieder abreist. G'Kar bekennt sich nach seiner Verhaftung voll schuldig und muss für 60 Tage in Haft. |           |                              |                                         |                      |                                       |                   |                        |                     |
| 51 | 7         | Die Hüter des Wissens        | Exogenesis                              | 12. Feb. 1996        | 3. Nov. 1996                          | Kevin G. Cremin   | J. Michael Straczynski | 307                 |
| Dr. Franklin untersucht mehrere Todesfälle, bei denen ein Parasit an der Wirbelsäule der Opfer gefunden wird. Als auch Duncan, ein Freund von Marcus Cole, verschwindet, begeben sich Cole und Franklin auf der untersten Ebene der Station auf die Suche. Dort treffen sie auf mehrere Leute, unter ihnen auch Duncan, die um einen bewusstlosen Mann herum stehen, der ebenfalls von einem Parasiten befallen wurde. Aufgrund ihrer Beobachtung werden Cole und Franklin gefangen genommen. Duncan erklärt die Hintergründe: Die Parasiten gehören zur Spezies der Vindrizi. Sie wurden einst als lebende Recorder geschaffen, die sämtliches Wissen ihres Wirts speichern, damit dieses Wissen nicht verloren geht. Auf Babylon 5 suchen die Vindrizi nun Wirte, die nach einem neuen Sinn in ihrem Leben suchen und die Verbindung freiwillig eingehen. Die Todesfälle sind darauf zurückzuführen, dass manche Körper den Parasiten abstoßen. Den beiden gelingt schließlich die Flucht; den Vindrizi und ihren Zielen trauen sie nicht. Da verlässt der Parasit von Duncan dessen Körper und Duncan, nun wieder ganz er selbst, kann Cole vom Gegenteil überzeugen. Franklin toleriert die Mission der Vindrizi, besteht aber darauf, zukünftige Verbindungen mit einem Wirt medizinisch zu überwachen. Ivanova versucht den jungen Offizier David Corwin für den Widerstand gegen Präsident Clark zu gewinnen. Sie stellt jedoch fest, dass dieser nicht bereit ist, Befehle der Erdregierung in Frage zu stellen. |           |                              |                                         |                      |                                       |                   |                        |                     |
| 52 | 8         | Das Netz der Lügen           | Messages from Earth                     | 19. Feb. 1996        | 10. Nov. 1996                         | Mike Vejar        | J. Michael Straczynski | 308                 |
| Marcus Cole stellt Sheridans geheimen Kriegsrat Dr. Mary Kirkish vor, die von Kopfgeldjägern verfolgt wird. Sie verfügt über Wissen, dass die Regierung der Erde unter Verschluss halten will: Vor einigen Jahren nahm sie an einer Ausgrabung auf dem Mars teil, bei der ein Schiff der Schatten entdeckt wurde. Die Erdzentrale befahl dem Team, sich vom Schiff zu entfernen, woraufhin kurz später ein zweites Schattenschiff auftauchte und das erste ausgrub. Beide Schiffe flogen davon. Es gab zudem Hinweise darauf, dass das Psi-Corps mit der Sache zu tun hat. Vor wenigen Wochen wurde Kirkish zu einer weiteren Ausgrabung eines Schattenschiffes geschickt, diesmal auf dem Jupitermond Ganymed. Die Erdregierung hat nun vor, das Schiff zu behalten und die Technologie für eigene Zwecke zu nutzen. Sheridan und Delenn brechen in geheimer Mission mit dem Weißen Stern auf, um das Schattenschiff zu zerstören. Da der Weiße Stern der Erde nicht bekannt ist, weiß niemand, dass Sheridan dahinter steckt. Bei Ganymed werden die beiden Zeuge, wie das Schattenschiff gerade mit einem Menschen „bestückt“ wird. Delenn erklärt, dass Schattenschiffe Lebewesen als Steuerungseinheit benötigen. Als der Mensch schließlich mit dem Schiff verschmilzt, erwacht dieses zum Leben, ist völlig außer Kontrolle und zerstört alles in seiner Umgebung. Sheridan kann das Schiff mit einem waghalsigen Manöver in der Jupiteratmosphäre ausschalten und unerkannt entkommen. Auf der Erde herrscht Aufruhr, seit Präsident Clark mit dem Attentat auf Santiago in Verbindung gebracht wird (vgl. S3E05). Dies versetzt die Organisation Nightwatch (vgl. S2E16) auch auf Babylon 5 in erhöhte Alarmbereitschaft, weshalb sie ihre Spitzel auffordert, noch akribischer nach schädlichem Gedankengut zu forschen. Es werden große Verhaftungswellen angekündigt. Auch der Führungsstab von Babylon 5 gerät unter Verdacht. Schließlich wird auf der Erde das Kriegsrecht ausgerufen. G'Kar beginnt zwischenzeitlich in seiner Gefängniszelle damit, ein philosophisches Buch zu schreiben. |           |                              |                                         |                      |                                       |                   |                        |                     |
| 53 | 9         | Kriegsrecht                  | Point of No Return                      | 26. Feb. 1996        | 17. Nov. 1996                         | Jim Johnston      | J. Michael Straczynski | 309                 |
| Nach der Ausrufung des Kriegsrechts durch Präsident Clark überschlagen sich die Ereignisse. General William Hague rebelliert offen gegen die Erdregierung und flieht mit seinem Zerstörer vor Clarks Flotte. Auf Babylon 5 erhält Nightwatch den Befehl, den Sicherheitsdienst auf der Station zu übernehmen. Garibaldi protestiert und wird von Nightwatch seines Postens enthoben. Als das Kriegsrecht die Station erreicht, beginnt auch Sheridan eine offene Rebellion: Mit Hilfe von Zack Allan lockt er die Mitglieder von Nightwatch in eine Falle und setzt sie wegen Meuterei fest. Er begründet dies damit, dass Nightwatch seine Befehle nicht, wie eigentlich erforderlich, durch das Militär erhalten hat, sondern von einer politischen Instanz. Weitere Unterstützung kommt von G'Kar, der aufgrund der Unruhen vorzeitig aus seiner Haft entlassen wird. Er sorgt dafür, dass das Sicherheitspersonal der Station fortan durch Narn ersetzt wird, die Sheridan und Garibaldi unterstehen. Sheridan und Ivanova erwarten, dass Clark sich Babylon 5 bald annehmen wird. Londo erhält Besuch von der Centauri-Seherin Lady Morella. Sie prophezeit Londo und Vir, dass beide einst Imperator der Centauri-Republik sein werden. Demnach wird einer von beiden dieses Amt bekleiden, wenn der andere den Tod gefunden hat. |           |                              |                                         |                      |                                       |                   |                        |                     |
| 54 | 10        | Die Strafaktion              | Severed Dreams                          | 1. Apr. 1996         | 24. Nov. 1996                         | David J. Eagle    | J. Michael Straczynski | 310                 |
| Major Ryan, der unter General William Hague diente, trifft mit seinem Zerstörer bei der Station ein. Er berichtet, dass Hague im Kampf gegen Präsident Clarks Kriegsschiffe getötet wurde. Streitkräfte der Erde bombardieren außerdem die abtrünnige Kolonie auf dem Mars, was dazu führt, dass sich weitere Kolonien von der Erde lossagen. Ein Sprecher des wichtigsten Nachrichtensenders auf der Erde, ISN, verkündet live, dass das Programm seit Clarks Amtsantritt zensiert wird, woraufhin die Übertragung abbricht. Die Schatten haben begonnen, mehrere Völker gegeneinander aufzuhetzen und in Kriege zu verwickeln. Delenn trifft den Grauen Rat und wirft ihm Untätigkeit im Angesicht dieser Bedrohung vor, da die Kaste der Krieger nicht bereit ist, in die Geschehnisse einzugreifen. Delenn kann jedoch die Mitglieder der religiösen sowie der Arbeiterkaste überzeugen zu handeln. Der Rat ist gespalten und die Kluft zwischen den Kasten wächst. Bei Babylon 5 trifft ein weiterer Zerstörer der Erde ein. Die Kommandantin Hiroshi informiert Sheridan, dass die Erde die Station in Kürze einnehmen will und schließt sich dem Widerstand an. Sheridan stellt sich nun offen gegen Clark und ruft die Unabhängigkeit von Babylon 5 aus. Zwei Zerstörer mit loyaler Besatzung treffen schließlich ein und es kommt zum Gefecht. Clarks Soldaten dringen in die Station ein, können jedoch mithilfe des Narn-Sicherheitspersonals unter hohen Verlusten besiegt werden. Gemeinsam mit den Schiffen von Ryan und Hiroshi, die dabei ums Leben kommt, zerstört Sheridan auch Clarks Schiffe. Anschließend trifft allerdings eine zweite Welle Clark-treuer Schiffe ein. Als Sheridan beinahe kapituliert, erscheint Delenn mit drei Minbari-Kreuzern und zwingt die Belagerer zum Rückzug. |           |                              |                                         |                      |                                       |                   |                        |                     |
| 55 | 11        | Ein neuer Anfang             | Ceremonies of Light and Dark            | 8. Apr. 1996         | 1. Dez. 1996                          | John C. Flinn III | J. Michael Straczynski | 311                 |
| Die Mitglieder von Nightwatch verlassen Babylon 5, doch einige bleiben auf der Station und schmieden ihre Pläne gegen Sheridan. Delenn möchte die Zeit des Umbruchs für eine Wiedergeburtszeremonie nutzen, bei der jeder Teilnehmer ein Geheimnis preisgeben soll und etwas zurücklassen, was ihm viel bedeutet. Da alle mit anderen Dingen beschäftigt sind, hat zunächst niemand Interesse daran. Delenn empfängt den Minbari-Captain Lennan sowie einen seiner Offiziere und möchte ihnen die Station zeigen. Lennans Schiff gehört zu den Minbari-Kreuzern, die Babylon 5 seit kurzem bewachen. Kurz darauf werden die drei von Nightwatch-Mitgliedern gekidnappt. Die Entführer fordern den Abzug der Minbari-Schiffe, damit Babylon 5 wieder unter die Kontrolle der Erde fallen kann. Um dem Nachdruck zu verleihen, töten sie Lennans Offizier. Sheridan und Garibaldi können die beiden übrigen Geiseln schließlich befreien, doch Delenn wird dabei schwer verletzt. Auf der Krankenstation erholt sie sich schnell und kann die Wiedergeburtszeremonie doch noch durchführen: Nach und nach kommen die Führungspersonen der Station an ihr Krankenbett und lassen ihre bisherige Uniform der Erdstreitkräfte zurück. Sheridan gesteht Delenn erstmals seine Liebe zu ihr; Garibaldi erzählt von seiner Angst, die Kontrolle über sich zu verlieren. Ivanova offenbart ihre einstige enge Zuneigung zu Talia Winters und Franklin bezieht sich auf seine Sucht nach Aufputschmitteln. Anschließend präsentieren sich alle in neuen Babylon-5-Uniformen. Londo vermutet, dass sich die Schatten einst gegen die Centauri wenden werden und fordert Refa daher auf, seine Partnerschaft mit Morden (vgl. S3E01) zu beenden. Um Refa zu diesem Schritt zu zwingen, versetzt er Refas Getränk mit einer Komponente eines Giftes und droht mit der Verabreichung der zweiten Komponente, sollte Refa sich nicht fügen. |           |                              |                                         |                      |                                       |                   |                        |                     |
| 56 | 12        | Eine wahre Centauri          | Sic Transit Vir                         | 15. Apr. 1996        | 8. Dez. 1996                          | Jesus Trevino     | J. Michael Straczynski | 313                 |
| Vir Cotto besucht Babylon 5 und Londo hat eine Überraschung für ihn: Virs Verwandtschaft hat für ihn eine Ehe mit der Centauri Lyndisty arrangiert, die ebenfalls seit kurzem auf der Station ist. Gleichzeitig wird Zack Allan auf einen ungewöhnlich großen Zustrom von Narn nach Babylon 5 aufmerksam, der von Virs Büro auf Minbar aus gesteuert wird. Von Ivanova darauf angesprochen, erklärt er, dass die Narn von ihrem Heimatplaneten in Arbeitslager überführt werden, was besser sei als sie in ihrer jetzigen Situation zu lassen und dass dies ohne das Wissen seiner Regierung geschehe. Als Vir und Lyndisty auf der Station unterwegs sind, werden sie von einem Narn angegriffen, der jedoch von einem Sicherheitsteam getötet wird. Ivanova findet einen Hinweis auf die Motivation des Angreifers: Alle Narn auf Virs Transit-Liste wurden scheinbar in den sicheren Tod geschickt. Der getötete Narn war mit einigen von ihnen verwandt. Doch Vir erklärt, dass die Narn tatsächlich nicht tot sind; es handle sich in Wahrheit vor allem um Frauen und Kinder, die auf anderen Welten vor den Centauri in Sicherheit gebracht werden sollen. Da sie für tot gehalten werden, wird niemand nach ihnen suchen. Londo ist wütend und befiehlt Vir, die Sache nicht öffentlich zu machen, um beide nicht zu blamieren. Lyndisty wird unterdessen von einem anderen Narn angegriffen, doch kann ihn überwältigen. Sie offenbart Vir stolz, dass sie an Verbrechen gegen die Narn beteiligt war, wodurch klar wird, dass ihr der Angriff galt. Sie möchte, dass Vir den gefangenen Narn tötet, doch dieser weigert sich und wendet sich entsetzt ab. Zu der geplanten Hochzeit kommt es nicht und Londo zieht Vir von seinem Amt als Botschafter auf Minbar ab und beordert ihn zurück nach Babylon 5. |           |                              |                                         |                      |                                       |                   |                        |                     |
| 57 | 13        | Schmerzen der Erinnerung     | A Late Delivery from Avalon             | 22. Apr. 1996        | 15. Dez. 1996                         | Mike Vejar        | J. Michael Straczynski | 312                 |
| Ein Mann in altertümlicher Kleidung, bewaffnet mit einem Schwert, kommt auf die Station und behauptet er sei König Artus. Cole und Franklin bringen ihn ins Medlab. Dort hält er es jedoch nicht lange aus und macht sich auf den Weg, um auf der Station für Recht und Ordnung zu sorgen. Er hilft einer armen alten Frau, der etwas gestohlen wurde und erhält dabei Unterstützung von G'Kar, den er anschließend zum Ritter schlägt. Franklin findet inzwischen die wahre Identität von „Artus“ heraus: Es handelt sich um einen Angehörigen der Erdstreitkräfte, David McIntyre, der beim Erstkontakt der Menschen mit den Minbari anwesend war. Damals kam es zu einem folgenschweren Missverständnis, als die Menschen das Feuer eröffneten und den großen Krieg auslösten, der die Menschheit fast auslöschte (vgl. Babylon 5: Der erste Schritt). Von den Ereignissen traumatisiert, flüchtete er in eine Scheinwelt. Anhand der Legende um König Artus vermutet Franklin, dass McIntyre geheilt werden kann, wenn ihm die „Herrin vom See“ sein Schwert – als Symbol seiner schmerzlichen Erinnerung – abnehmen kann. Diese Rolle übernimmt Delenn und McIntyres Erinnerungen an sein wahres Ich kommen zurück. G'Kar will ihm im Widerstand der Narn eine neue Aufgabe geben. Sheridan handelt mit anderen Völkern einen Vertrag aus, der Babylon 5 unabhängig von der Erde zum neutralen Ort für Verhandlungen erklärt. Fortan steht die Station unter dem Schutz von Schiffen der verschiedenen Völker. |           |                              |                                         |                      |                                       |                   |                        |                     |
| 58 | 14        | Der Feind meines Feindes     | Ship of Tears                           | 29. Apr. 1996        | 22. Dez. 1996                         | Mike Vejar        | J. Michael Straczynski | 314                 |
| Bester kommt erneut auf die Station und informiert Sheridan über ein Schiff der Erde, das Waffen zu den Schatten liefern soll. Bester erklärt sich bereit, Sheridan beim Aufspüren dieses Schiffes zu helfen, da ihm der Einfluss der Schatten auf das Psi-Corps missfällt. Mit dem Weißen Stern begeben sie sich auf die Suche und werden im Hyperraum mit einem Schattenschiff konfrontiert, das jedoch ohne anzugreifen wieder abdreht. Schließlich wird auch das Transportschiff mitsamt der Fracht geborgen: Es handelt sich um vom Psi-Corps abtrünnige Telepathen, die sich im Kälteschlaf befinden und außerirdische Implantate tragen. Es gelingt Franklin eine Telepathin aufzuwecken – es ist Carolyn Sanderson, Besters Geliebte. Als Sanderson erwacht, dreht sie durch und verbindet sich mit der Technik des Medlabs, doch es gelingt, sie zu betäuben. Es wird klar, dass die Telepathen als Steuerungseinheiten von Schattenschiffen dienen sollen (vgl. S3E08). Bester hofft auf eine Mögliche Heilung von Sanderson und will ebenfalls gegen die Erdregierung vorgehen. Garibaldi findet inzwischen in alten Texten der Narn Hinweise auf eine Waffe gegen die Schatten. Als die Schatten vor tausend Jahren eine Basis auf der Narn-Heimatwelt errichteten, töteten sie alle Narn-Telepathen, da diese eine Bedrohung für sie darstellten. Aus diesem Grund wurde auch der Weiße Stern nicht angegriffen, da sich Bester an Bord befand. Die Schatten beginnen damit, Welten im Sektor der Brakiri anzugreifen, womit der offene Krieg beginnt. |           |                              |                                         |                      |                                       |                   |                        |                     |
| 59 | 15        | Zeit des Abschieds           | Interludes and Examinations             | 6. Mai 1996          | 29. Dez. 1996                         | Jesus Trevino     | J. Michael Straczynski | 315                 |
| Morden ist äußerst ungehalten darüber, dass Londo es geschafft hat, Lord Refas Zusammenarbeit mit den Schatten zu beenden (vgl. S3E11). Er fordert, dass die Centauri ihre aggressive Expansionspolitik fortsetzen und Refa seine Beziehungen wieder aufnimmt; anderenfalls droht er Londo mit Konsequenzen. Der lässt sich jedoch nicht einschüchtern und wendet sich ab. Adira Tyree, Londos Geliebte (vgl. S1E03), will ihm nach langer Zeit einen Besuch abstatten. Bei ihrer Ankunft wird sie jedoch vergiftet und stirbt. Londo ist am Boden zerstört. Er vermutet Refa dahinter und schwört Rache; jedoch bemerkt er nicht, dass in Wahrheit Morden den Anschlag veranlasste. Sheridan gelingt es nicht, die verschiedenen Völker im Kampf gegen die Schatten zu vereinen. Sie fürchten sich vor der Überlegenheit der Schatten und ziehen es vor, passiv zu bleiben, um so vielleicht ignoriert zu werden. Sheridan wendet sich daraufhin an Kosh. Er fordert, dass die Vorlonen, die ebenfalls extrem mächtig sind, ein Zeichen setzen und einen Schlag gegen die Schatten führen. Den anderen Völkern soll so die Verwundbarkeit des Gegners vor Augen geführt werden. Kosh lehnt dies ab, da die Zeit noch nicht reif sei. Dies macht Sheridan wütend und nach einem heftigen Streit lenkt Kosh schließlich ein. Er werde Sheridans Bitte erfüllen, könne dann aber nicht mehr für ihn da sein, wenn er einst wie angekündigt nach Z'ha'dum fliegt (vgl. S2E16). Schließlich führen die Vorlonen einen erfolgreichen Angriff gegen die Schatten. Nachdem Morden davon erfährt, dringt er mit seinen beiden Schatten-Begleitern in Koshs Quartier ein, woraufhin ein Kampf beginnt. Kosh nimmt in einem Traum Sheridans, in Gestalt von dessen Vater, Kontakt mit ihm auf. Er entschuldigt sich für seine Sturheit, er habe lediglich Angst vor den Konsequenzen gehabt. Sheridan solle den Kampf nun auf seine Art führen. Kosh überlebt den Angriff nicht. Franklin gesteht seine massive Abhängigkeit von Aufputschmitteln erstmals offen ein und tritt von seinem Posten als Chefarzt der Station zurück. |           |                              |                                         |                      |                                       |                   |                        |                     |
| 60 | 16        | Ranger eins                  | War Without End, Part One               | 13. Mai 1996         | 5. Jan. 1997                          | Mike Vejar        | J. Michael Straczynski | 316                 |
| Auf Minbar erhält Jeffrey Sinclair einen Brief, der vor über 900 Jahren geschrieben wurde und nun geöffnet werden soll. Der Verfasser ist Sinclair selbst, der sich daraufhin nach Babylon 5 begibt. Dort trifft indes ein mysteriöses Notsignal aus dem Sektor 14 ein, in dem einst Babylon 4 verschwand (vgl. S1E20). In dem Notruf ist Ivanova zu sehen, die von Schattenschiffen berichtet, die Babylon 5 angreifen und schließlich zerstören. Delenn erhält ebenfalls einen uralten Brief von Sinclair. Sie drängt Sheridan, Ivanova und Cole dazu, sofort mit dem Weißen Stern aufzubrechen. Auch Sinclair ist an Bord. Auf dem Flug erklärt sie die Hintergründe: Im letzten Krieg gegen die Schatten vor tausend Jahren diente Babylon 4 als Ersatz für eine zerstörte Kommandobasis, wodurch der Krieg gewonnen werden konnte. Die Crew des Weißen Sterns muss nun dafür sorgen, dass die Ereignisse genau so eintreten und Babylon 4 in der Zeit zurückschicken. Gelingt dies nicht, sind die Schatten in der Gegenwart zu stark und das Szenario aus dem Notruf wird Realität. Unterwegs schließt sich ihnen noch Zathras an, ein Außerirdischer, der für Draal auf Epsilon III arbeitet (vgl. S1E18). Er bringt die nötige Ausrüstung für den Zeitsprung mit. Zunächst reist die Crew zu dem Zeitpunkt zurück, an dem Babylon 4 verschwand. Dort angekommen, versuchen gerade einige Jäger der Schatten Babylon 4 mit einer Bombe zu zerstören. Sheridan kann dies verhindern, dabei wird jedoch sein Zeitstabilisator beschädigt und er trudelt unkontrolliert durch die Zeit. Er kommt im Palast des Imperators auf Centauri Prime zu sich – es ist Mollari, der Sheridan vorwirft, in seinem Krieg gegen die Schatten deren Handlanger vergessen zu haben. Er zeigt ihm, dass Centauri Prime von den Dienern der Schatten verwüstet wurde. Die restliche Besatzung des Weißen Sterns betritt inzwischen Babylon 4. |           |                              |                                         |                      |                                       |                   |                        |                     |
| 61 | 17        | Tausend Jahre durch die Zeit | War Without End, Part Two               | 20. Mai 1996         | 12. Jan. 1997                         | Mike Vejar        | J. Michael Straczynski | 317                 |
| Sheridan befindet sich noch immer in der Zukunft im Palast auf Centauri Prime und wurde von Londo inhaftiert. In seiner Zelle taucht eine ältere Delenn auf. Sie erzählt ihm, dass der Krieg gegen die Schatten gewonnen wurde, der Preis jedoch hoch gewesen sei; womit sie sie auf die Verwüstung der Centauri-Heimatwelt anspielt. Ihre Exekution sei bereits angesetzt, wenigstens ihr gemeinsamer Sohn David befände sich in Sicherheit. Sheridan hat Mühe das Erlebte zu verarbeiten; schließlich werden beide zu Londo gerufen. Dieser ist stark betrunken und erklärt, dass er nur so ungestört mit den beiden reden könne. An seinem Hals sitzt ein Parasit, der Londo kontrolliert, jedoch durch den Alkohol schläft. Er schenkt beiden die Freiheit und bittet sie, seinen Heimatplaneten zu retten. Als Sheridan und Delenn weg sind, bittet Londo G'Kar zu sich und nennt ihn seinen „alten Freund“. Er fordert G'Kar auf, ihn zu erwürgen, wobei der Parasit erwacht und sich beide gegenseitig umbringen. Vir tritt hinzu und wird bald neuer Imperator. Inzwischen gelingt es Zathras, Sheridan in die richtige Zeit nach Babylon 4 zurückzuholen. Kurz zuvor fleht die zukünftige Delenn Sheridan an, nicht nach Z'ha'dum zu fliegen. Die Crew des Weißen Sterns installiert in der Zwischenzeit unbemerkt von der Besatzung von Babylon 4 die Zeitverschiebungsausrüstung. Während die Station aufgrund der Zeitverwerfungen evakuiert wird, trifft ein Schiff mit Sinclair und Garibaldi ein, die das plötzliche Auftauchen von Babylon 4 untersuchen wollen. Ab hier überschneiden sich die Ereignisse mit dem, was Sinclair bereits früher erlebte (vgl. S1E20). Kurz bevor die Station endgültig verschwindet, bleibt Sinclair auf Babylon 4 zurück. Er rettet Zathras aus den Trümmern und reist gemeinsam mit ihm in die Zeit des ersten Schattenkrieges. Er nutzt die gleiche Maschine wie einst Delenn (vgl. S1E22), um sich in einen Minbari zu verwandeln. In der Vergangenheit angekommen, stellt er sich den verblüfften Minbari als Valen vor, der wichtigste historische Führer der Minbari. Delenn erklärt, dass Sinclairs Handeln die Ursache dafür ist, dass Minbari-Seelen in Menschen wiedergeboren werden (vgl. S2E01) und dass sie mit ihrer Verwandlung das Gleichgewicht wiederherstellen wollte. |           |                              |                                         |                      |                                       |                   |                        |                     |
| 62 | 18        | Die Schlacht der Telepathen  | Walkabout                               | 30. Sep. 1996        | 26. Jan. 1997                         | Kevin G. Cremin   | J. Michael Straczynski | 318                 |
| Nach dem Tod von Kosh wird Ulkesh der neue Botschafter der Vorlonen auf Babylon 5. Dieser ist wesentlich aggressiver als sein Vorgänger und macht Lyta Alexander schwere Vorwürfe, da sie nicht da gewesen sei, als Kosh starb. Sheridan will herausfinden, ob Telepathen wirklich eine geeignete Waffe im Kampf gegen die Schatten sind (vgl. S3E14). Zusammen mit Alexander und begleitet von einem Minbari-Kreuzer, auf dem sich ebenfalls Telepathen befinden, sucht er mit dem Weißen Stern die Konfrontation mit einem Schattenschiff. Mit Erfolg – Alexander kann das Schiff abblocken, woraufhin es zerstört wird. Als vier weitere Schattenschiffe auftauchen, kommt Sheridan eine Flotte verschiedener Völker zur Hilfe, die dem Einsatz vorher kritisch gegenüberstanden. Gemeinsam können die Schatten besiegt werden. Alexander erhält telepathisch Hinweise darauf, dass ein Teil von Kosh im Körper eines anderen doch überlebt haben könnte. Franklin ist währenddessen untergetaucht und versucht seine Sucht nach Aufputschmitteln zu verarbeiten. Er will so lange suchen, bis er sich selbst gefunden hat. In einem Nachtclub lernt er die junge Sängerin Cailyn James kennen. Nachdem die beiden eine Nacht miteinander verbracht haben, erfährt er, dass James unheilbar krank ist und nur noch wenige Monate zu leben hat. |           |                              |                                         |                      |                                       |                   |                        |                     |
| 63 | 19        | Das Rätsel von Grau 17       | Grey 17 Is Missing                      | 7. Okt. 1996         | 2. Feb. 1997                          | John C. Flinn III | J. Michael Straczynski | 319                 |
| Nachdem Jeffrey Sinclair in die Vergangenheit gereist ist, soll Delenn die Führung der Rangers übernehmen. Der Minbari-Krieger Neroon ist jedoch der Ansicht, dass dieser Rang nur einem Mitglied der Kriegerkaste zusteht und droht Delenn mit dem Tod. Lennier will Neroon aus Sorge um einen möglichen Bürgerkrieg nicht selbst konfrontieren und wendet sich an Cole. Dieser stellt sich Neroon in den Weg, ist im anschließenden Kampf aber hoffnungslos unterlegen. Neroon tötet Cole nicht. Die Tatsache, dass ein Mensch bereit ist, sich für Delenn zu opfern, ändert seine Meinung und er akzeptiert ihre Führerschaft. Garibaldi untersucht das Verschwinden eines Wartungsarbeiters im grauen Sektor von Babylon 5. Dabei entdeckt er zwischen Grau 16 und Grau 17 eine nicht ausgebaute Ebene, die nach Inbetriebnahme der Station offenbar vergessen wurde. Dort wird er von einer Sekte gefangengehalten, die ihr Versteck nicht preisgeben will und den Zarg, ein gefährliches Raubtier, verehrt, das auf der Ebene sein Unwesen treibt und für das Verschwinden des Arbeiters verantwortlich ist. Garibaldi kann die Sektenmitglieder schließlich überlisten und den Zarg töten. |           |                              |                                         |                      |                                       |                   |                        |                     |
| 64 | 20        | Tod eines Intriganten        | And the Rock Cried Out, No Hiding Place | 14. Okt. 1996        | 9. Feb. 1997                          | David J. Eagle    | J. Michael Straczynski | 320                 |
| Während Lord Refa wieder auf Babylon 5 ist, beschließt Londo seinen Rivalen endgültig loszuwerden (vgl. S3E11). Er beauftragt Vir, G'Kar die Information zukommen zu lassen, dass dessen ehemalige Assistentin Na'Toth auf Narn gefangengehalten werde. Londo erzählt Vir, dies sei eine Falle für G'Kar; sobald er auf Narn eintreffe, werde er von Londos Männern erwartet. G'Kar wendet sich daraufhin an Garibaldi mit der Bitte, ihn nach Narn zu schmuggeln. Kurz darauf wird Vir von Refas Handlangern überfallen. Mithilfe eines Telepathen erfährt Refa von Londos Plan und macht sich selbst mit einigen Wachen auf den Weg nach Narn. Er möchte G'Kar selbst gefangen nehmen, um ihn dem Imperator der Centauri zu übergeben. Auf dem Heimatplaneten der Narn sucht G'Kar mit einer Gruppe Narn scheinbar nach Na'Toth. Dabei treffen sie auf Refa und seine Wachen. Für alle unerwartet, spielt G'Kar eine Botschaft von Londo ab. Darin betont Londo Refas Kriegsverbrechen an den Narn und enthüllt, dass die Wachen, die Refa begleiten, treue Anhänger des Hauses Mollari sind. Die Falle gilt in Wahrheit Refa. G'Kar steckt ihm einen Datenkristall zu, der Refa als Verräter an der Centauri-Republik in Misskredit bringen soll. Anschließend wird Refa von den Narn getötet. Sheridan und Delenn finden heraus, dass die scheinbar zufälligen Angriffe der Schatten das Ziel verfolgen, alle Gegner zum Rückzug in ein zentrales Gebiet zu treiben, um dort dann vernichtend zuzuschlagen. Delenn zeigt Sheridan eine große, bisher geheime, Flotte von Schiffen der Klasse des Weißen Sterns, der lediglich ein Prototyp für eine lange Baureihe ist. Die beiden sind mittlerweile ein Liebespaar. |           |                              |                                         |                      |                                       |                   |                        |                     |
| 65 | 21        | Der große Schlag             | Shadow Dancing                          | 21. Okt. 1996        | 16. Feb. 1997                         | Kim Friedman      | J. Michael Straczynski | 321                 |
| Bevor die Schatten zu ihrem finalen Schlag ausholen, will Sheridan einen Präventivangriff starten. Mithilfe von Delenns Überzeugungskraft stellen die befreundeten außerirdischen Völker zusätzliche Kampfschiffe für dieses Unterfangen zur Verfügung. Ivanova und Cole kundschaften mit dem Weißen Stern den Sektor aus, in dem die Armee der Schatten erwartet wird. Sie treffen auf ein Schattenschiff, werden in einen Kampf verwickelt und informieren die Flotte von Delenn und Sheridan. Diese trifft gerade rechtzeitig ein, bevor der Weiße Stern zerstört wird und eine gewaltige Schlacht beginnt. Die Schatten können besiegt werden, doch die Verluste sind enorm. Franklin ist immer noch auf den unteren Ebenen von Babylon 5 auf der Suche nach sich selbst (vgl. S3E18). Dabei gerät er in eine Messerstecherei und wird schwer verletzt. Dem Tod bereits nahe, erscheint ihm plötzlich sein eigenes Ich, das zu ihm spricht. Franklin realisiert, dass er noch einmal von vorne anfangen muss und seine Fehler nicht wiederholen darf. Mit letzter Kraft schleppt er sich weiter, bis er schließlich gefunden wird. Als es ihm wieder besser geht, möchte er seinen Posten als Chefarzt der Station wieder antreten. Sheridan stimmt dem zu. Delenn verbringt eine Nacht in Sheridans Quartier, als plötzlich unerwarteter Besuch eintrifft: Anna Sheridan, John Sheridans totgeglaubte Ehefrau. |           |                              |                                         |                      |                                       |                   |                        |                     |
| 66 | 22        | Der Alleingang               | Z'ha'dum                                | 28. Okt. 1996        | 23. Feb. 1997                         | Adam Nimoy        | J. Michael Straczynski | 322                 |
| Sheridan ist vom Auftauchen seiner Frau Anna völlig überrumpelt, da er lange brauchte, um ihren vermeintlichen Tod zu überwinden (vgl. S2E16). Anna bittet Sheridan, mit ihm nach Z'ha'dum zu kommen, damit die Schatten ihm ihren Standpunkt darlegen können. Ihrer Beschreibung nach erlitt die Crew der Icarus bei ihrer Expedition auf Z'ha'dum einen Unfall, wobei die meisten starben und eine Kommunikation mit der Erde unmöglich gewesen sei. Die Schatten hätten sich als überaus gastfreundlich erwiesen. Sie beteuert, wirklich sie selbst zu sein und stellt sich einer medizinischen Untersuchung bei Franklin. Dabei entdeckt er zwei kleine Narben an ihrem Nacken und erkennt, dass Anna einst als Steuerungseinheit eines Schattenschiffes benutzt worden ist (vgl. S3E14). Sheridan spielt Anna vor, nichts davon zu wissen und stimmt zu, sie nach Z'ha'dum zu begleiten. In einer Abschiedsbotschaft an Delenn erklärt er, dass er weiß, dass es sich um eine Falle handelt. Seinen Entschluss doch zu fliegen, leitet er aus seinen Erlebnissen in der Zukunft her (vgl. S3E17). Dort warnte ihn Delenn, nicht nach Z'ha'dum zu fliegen und Centauri Prime lag in Trümmern. Er vermutet, dies sei passiert, weil er auf ihre Warnung gehört hatte und versucht nun diese Zukunft zu ändern, indem er das Gegenteil macht. Kurz vor seinem Abflug erscheint ihm Kosh in einem Spiegel und warnt ihn erneut, er werde auf Za'ha'dum sterben. Schließlich kommen Sheridan und Anna auf Z'ha'dum an und werden dort von zwei Menschen empfangen: Ein älterer Mann namens Justin und Morden. Die beiden erläutern Sheridan die Ziele der Vorlonen und der Schatten. Demnach wollen die Vorlonen die Ordnung in der Galaxis sicherstellen und dass sich die jüngeren Völker an ihre Regeln halten. Die Schatten hingegen glauben, dass Krieg unter den Völkern notwendig ist, um die Stärksten zu ermitteln und so die Evolution voranzutreiben. Doch die Schatten sehen in Sheridan eine Bedrohung und wollen ihn zur Zusammenarbeit zwingen, indem mehrere Schattenschiffe gleichzeitig Babylon 5 belagern. Sheridan weigert sich. Er flüchtet durch die Stadt der Schatten bis zu einem tiefen Abgrund und hört die Stimme von Kosh, die ihn auffordert zu springen. Er programmiert den im Orbit befindlichen Weißen Stern, auf die Stadt zu stürzen und zwei Fusionsbomben zu zünden. Kurz bevor dies geschieht, springt Sheridan. Nach der Explosion ziehen sich die Schattenschiffe von Babylon 5 zurück. Garibaldi, der kurz zuvor mit einem Kampfflieger zur Verteidigung der Station gestartet war, ist spurlos verschwunden. |           |                              |                                         |                      |                                       |                   |                        |                     |